# کینگز لند (آرکانزاس)
کینگز لند (آرکانزاس) (به انگلیسی: Kingsland, Arkansas) یک شهر در ایالات متحده آمریکا با جمعیت ۴۴۷ نفر است که در آرکانزاس واقع شده‌است.

## موقعیت جغرافیایی
موقعیت جغرافیایی شهرها و مناطق اطراف به شرح زیر است: